# Jánosszállás megállóhely
Jánosszállás megállóhely egy Csongrád-Csanád vármegyei vasúti megállóhely, Szatymaz településen, a helyi önkormányzat üzemeltetésében. A település központjától délre található, az azonos nevű külterületi településrészen, az 5424-es út és az az 5425-ös útig húzódó 54 323-as számú mellékút kereszteződésénél.

## Vasútvonalak
A megállóhelyet az alábbi vasútvonalak érintik:
- Cegléd–Szeged-vasútvonal

## Kapcsolódó állomások
A megállóhelyhez az alábbi állomások vannak a legközelebb:
- Szatymaz vasútállomás (Cegléd–Szeged-vasútvonal)
- Kiskundorozsma vasútállomás (Cegléd–Szeged-vasútvonal)

## Forgalom
| Járat        | Útvonal | Gyakoriság   |
| ------------ | --- | ------------ |
| személyvonat | Kiskunfélegyháza – Selymes – Petőfiszállás – Petőfiszállási tanyák – Csengele – Kisteleki szőlők – Kistelek – Kapitányság – Balástya – Őszeszék – Vilmaszállás – Szatymaz – Jánosszállás – Kiskundorozsma – Szeged | Napi 4-5 pár |